# 仁科盛康
仁科 盛康（にしな もりやす、生没年不詳）は、戦国時代の武将。官位は従五位下、修理亮。父は仁科盛能、兄に盛道、盛孝。子に盛政がいる。信濃国安曇郡森城主。
仁科氏は信濃安曇郡の国人で、戦国時代には信濃守護・小笠原氏に服属していた。天文年間、武田晴信の信濃侵攻に小笠原長時と共に対抗するも敵わず、天文19年（1550年）に武田氏に仕えるようになった。天文21年（1552年）の小岩嶽城攻めに参加した。
盛康は弘治2年（1556年）頃には仁科家当主を勤めていたと思われる。子の盛政の代で仁科氏嫡流は断絶することとなる。